# سید حسین یزدی
سیدحسین کاتب یا سید حسین یزدی از پیروان کتاب بیان و نزدیکان سید علی محمد باب بود.
ادوارد براون می‌نویسد: «باب به نوشتن و تدوین تعالیم و مشیت خود با پشتکاری خستگی ناپذیر ادامه داد. دو برادر سید حسین و سید حسن از اهالی یزد، نزدیک عمارت او بودند. سید حسین دائماً مشغول نوشتن و منظم کردن گفته‌های سرور خود بود.»

## اعدام سیدعلی محمد باب در تبریز

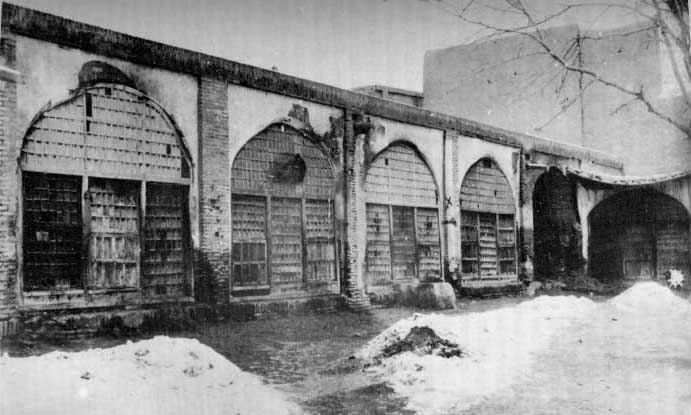
محل تیرباران باب و محمد علی زنوزی و جایی که جسد ایشان انداخته شد (سربازخانه تبریز)

میرزا جانی کاشانی در کتاب نقطةالکاف در خصوص آخرین سفارش‌ها سید علی محمد باب خطاب به سید حسین کاتب یزدی و محمدعلی زنوزی، در شب اعدام چنین نگاشته‌است:
ای اصحاب فردا که از شما سئوال نمایند از حقیّت من تقیه نمائید و انکار نمائید و لعن کنید زیرا که حکم الله بر شما این است خصوصاً بر آقا سید حسین که جواهر علم در نزد اوست و بایست به خلق برساند. اصحاب قبول نمودند.
باب را به همراه محمدعلی زنوزی یکی از مریدانش، در فاصله چند قدمی یکدیگر آویزان نمودند. پس از شلیک تفنگ‌ها، دود چند لحظه آن دو نفر رااز نظرها پنهان نمود. پس از متفرق شدن دود باروت مردم توانستند محل اعدام را مشاهده کنند، ندای حیرت و وحشت از مردم بلند شد، چون باب آنجا نبود؛زیرا گلوله‌ها فقط به طناب‌ها خورده بود و سبب باز شدن طناب و نجات باب شده‌بود.باب را در اتاقی یافتند و دوباره به محل اعدام آوردند و مثل سابق بستند. اما این بار سربازان از امر شلیک سرباز زدند.گروهی دیگر را آوردند و فرمان شلیک دادند و این بار باب کشته شد.

## کشته شدن
ادوارد براون می‌نویسد: در بین قربانیان آن روز هولناک (کشتار بابی‌ها در تهران) دو تن بودند که ما قبلاً با آنان آشنا شدیم. یکی سید حسین یزدی بود که حداقل ظاهراً مرشد خود را (در زمان اعدام سید علی محمد باب) انکار کرده بود و در آن روز دستخوش رنج و تالم شدید قرار گرفت، مرگ را نه تنها با رضایت بلکه با اشتیاق بی‌اختیاری ملاقات کرد.
سید حسین یزدی (کاتب) در سلخ (آخرین روز) ذیقعده سال ۱۲۶۸ هجری قمری در جریان قتل‌عام پیروان کتاب بیان در تهران (کشتار بابی‌ها در تهران) بدست تجار تهران کشته شد.

### کشتار بابی‌ها در تهران

تصویری از سلیمان خان در حالی که در کشتار وحشیانه پیروان کتاب بیان شمع‌آجین شده‌است

برای نمونه ملا شیخ علی به علما و طلاب، سید حسن خراسانی به شاهزادگان، ملازین العابدین یزدی به مستوفی الممالک و مستوفیان، ملا حسین خراسانی را نظام الملک و وزیر دول خارجه، میرزا عبدالوهاب شیرازی به بقیه اولاد صدراعظم، ملا فتح‌الله قمی و ملا علی و آقا مهدی صحاب را حجاب الدوله و فراشان، شیخ عباس طهرانی به امرا و خوانین، محمد باقر نجف آبادی به پیشخدمت‌های پادشاهی، محمد تقی شیرازی به امیرآخور و عمله اصطبل، محمد نجف آبادی به ایشک آقاسی باشی و سایر عمله سلام، میرزا محمد نیریزی به کشیک چی باشی و یوز باشیان و غلام پیشخدمت‌ها، محمد علی نجف آبادی را خمپاره چیان، سید حسین یزدی را آجودان باشی و میران پنجه و سر تیپان، میرزا نبی دماوندی که مردی عالم بوده‌است به دست معلمان و متعلمان دارالفنون، میرزا رفیع مازندرانی را سواره نظام، میرزا محمد قزوینی به زنبورک چیان، حسین میلانی به سربازان، عبدالکریم قزوینی را توپچیان، لطفعلی شیرازی را شاطران، نجف خمسه‌ای را کسبه شهر، حاجی میرزا جانی کاشانی (نویسنده نقطةالکاف) را به ملک التجار و تاجران، حسن خمسه را ناظر و مطبخیان و شربت داران، محمد باقر قهپایه را آقایان قاجار هر یک از نامبردگان را جماعت مجاهدان فی سبیل الله غربتاً الی الله و طلباً لمرضاته، به انواع سیاسات و عقوبات به دار بوار و خصار فرستادند. صادق زنجانی که ملتزمین رکاب به قتلش پرداختند، جسد پلیدش را پاره‌پاره در دروازه‌های شهر زینت قناره نمودند. حاجی سلیمان خان تبریزی که کاشانه اش آشیانه فساد انگیزی بود با قاسم نیریزی که مدعی نیابت سید یحی بود، بعد از آنکه اعضاء ایشان بواسطه شمع‌های افروخته، مهبط انوار گردید، هر یک به چهارپاره بر دار شدند.